# Dorsa Dana
Die Dorsa Dana ist eine Gruppe von Meeresrücken auf dem Erdmond, die im Jahr 1976 nach dem amerikanischen Geowissenschaftler James Dwight Dana benannt wurde. Sie hat die Koordinaten 3° N / 90° O und einen mittleren Durchmesser von 79 km.